# Nabawan
Nabawan is een district in de Maleisische deelstaat Sabah.
Het district telt 32.000 inwoners op een oppervlakte van 6100 km².